# Дом культуры (Буэнос-Айрес)
Дом культуры в Буэнос-Айресе (исп. Casa de la Cultura) — историческое здание, расположенное в районе Монсеррат в Буэнос-Айресе (Аргентина). Национальный исторический памятник (1995).

## История и описание
Бывшая штаб-квартира газеты Аргентины La Prensa, второй по величине в стране в то время. В 1894 году влиятельный владелец газеты Хосе Клементе Паса приобрёл участок площадью 1 300 м² на недавно открывшейся улице Авенида де Майо и нанял местных архитекторов Карлоса Аготе и Альберто Гайнса, выпускников École Centrale des Arts et Manufactures (сейчас École Centrale Paris; Париж), спроектировать новую штаб-квартиру на этом месте. Они создали дизайн в стиле бозар, начав с фасада, вдохновлённого французским архитектором Шарлем Гарнье.

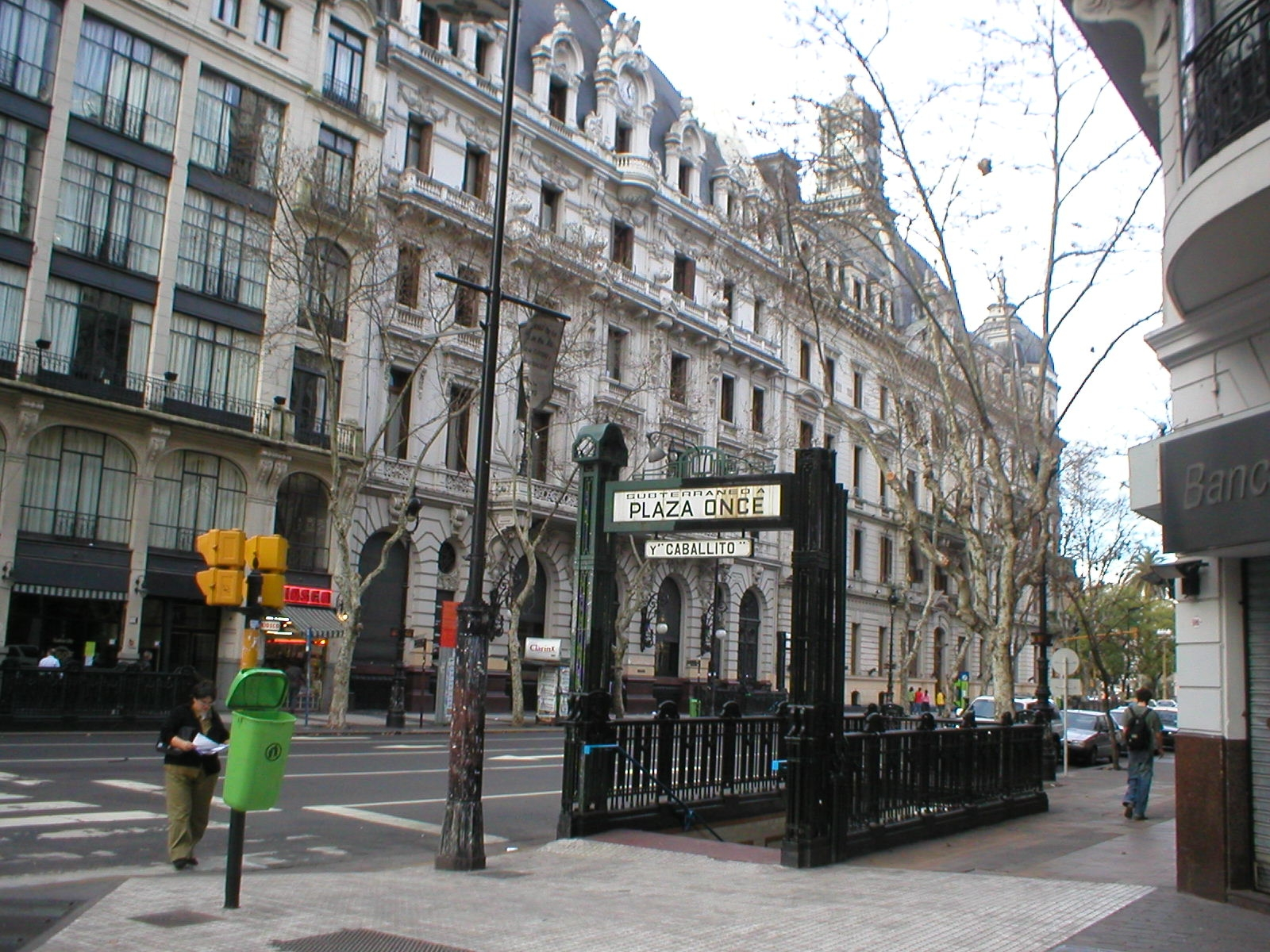
Вид на Дом культуры и Мэрию с Авенида де Майо

Строительство La Prensa было завершено в 1898 году. На церемонии присутствовали около 20 тыс. человек. Внешний вид здания примечателен также своим шпилем, который увенчан позолоченным бронзовым памятником свободе прессы в виде Афины Паллады, созданным французским скульптором Морисом Бувалем. Афина стоит на высоте 50 м над землёй и держит электрическую лампу, представляющую священный огонь Прометея.
В 1900 году на шпиле была установлена сирена, чтобы символически возвещать новости, которые La Prensa считала важными вехами. Сирена включалась пять раз на протяжении десятилетий: при известии об убийстве короля Италии Умберто I (1900); при посадке космического корабля Аполлон-11 на Луну (1969); в честь победы сборной Аргентины по футболу в финале чемпионата мира по футболу, прошедшем в Аргентине (1978); о вторжении последней военной хунты на Фолклендские острова в 1982 году; по поводу возвращения к демократии с инаугурацией президента Рауля Альфонсина в 1983 году.
Интерьер здания был выполнен в основном с использованием импортных материалов, в том числе лифтов фирмы Spargne (США), а также французской фурнитуры, такой как мозаичная плитка Boulanger, часы Поля Гарнье и изделия из кованого железа Val d'Osne. В центре первого этажа расположен Золотой салон, где Хосе Пас открыл Институт народной конференции, который в 20 веке прославился еженедельными литературными чтениями и лекциями (особенно Хорхе Луиса Борхеса). Салон украшен фресками художников итальянского происхождения Рейнальдо Джудичи и Назарено Орланди. Кроме этого в здании была открыта библиотека, которая со временем выросла до более чем 80 тыс томов и одно время содержала несколько местных филиалов, а также одно в Париже.
La Prensa как консервативная газета была экспроприирована администрацией Хуана Перона в 1951 году, в результате чего здание стало собственностью Всеобщей конфедерации профсоюзов Аргентины (CGT). Бронзовая статуя Афины была удалена CGT в 1952 году, якобы из-за опасений, что она может обрушиться (считается, что на самом деле это был снос памятника, олицетворяющего свободу прессы). Статуя была вновь установлена в 1956 году, и, хотя ограничения свободы прессы в остальном ухудшились после свержения Перона, La Prensa была возвращена семье Пас. Тем не менее, сокращение читательской аудитории еженедельной газеты привело к её продаже в 1988 году. Здание стало Министерством культуры Буэнос-Айреса.
С тех пор здание известно как Casa de la Cultura (Дом культуры). Оно было объявлено национальным историческим памятником в 1995 году. Проход, соединяющий его с прилегающей мэрией Буэнос-Айреса, был преобразован в салон Ana Díaz, где проходят художественные выставки.

## Галерея

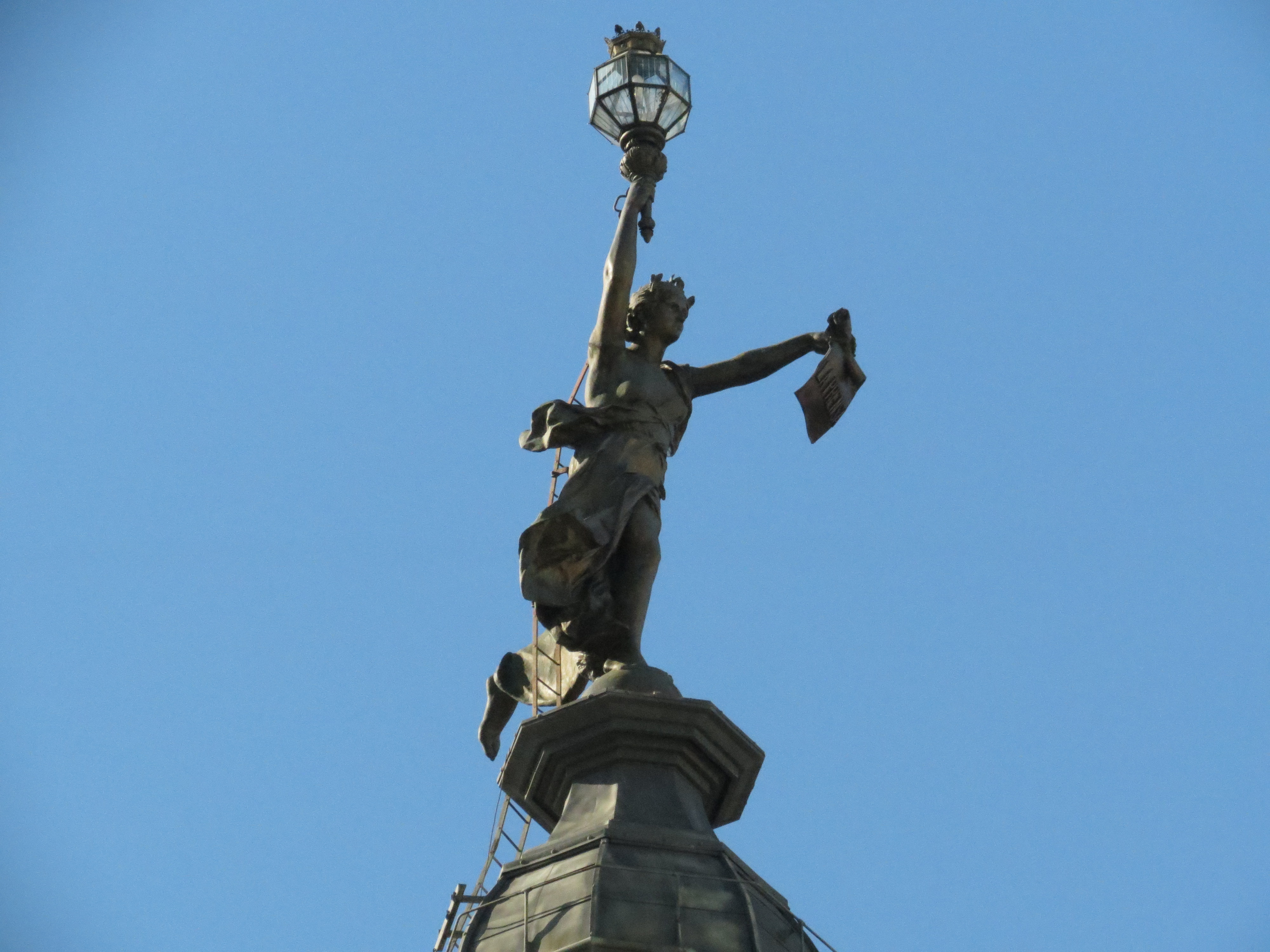
Статуя Афины на куполе здания
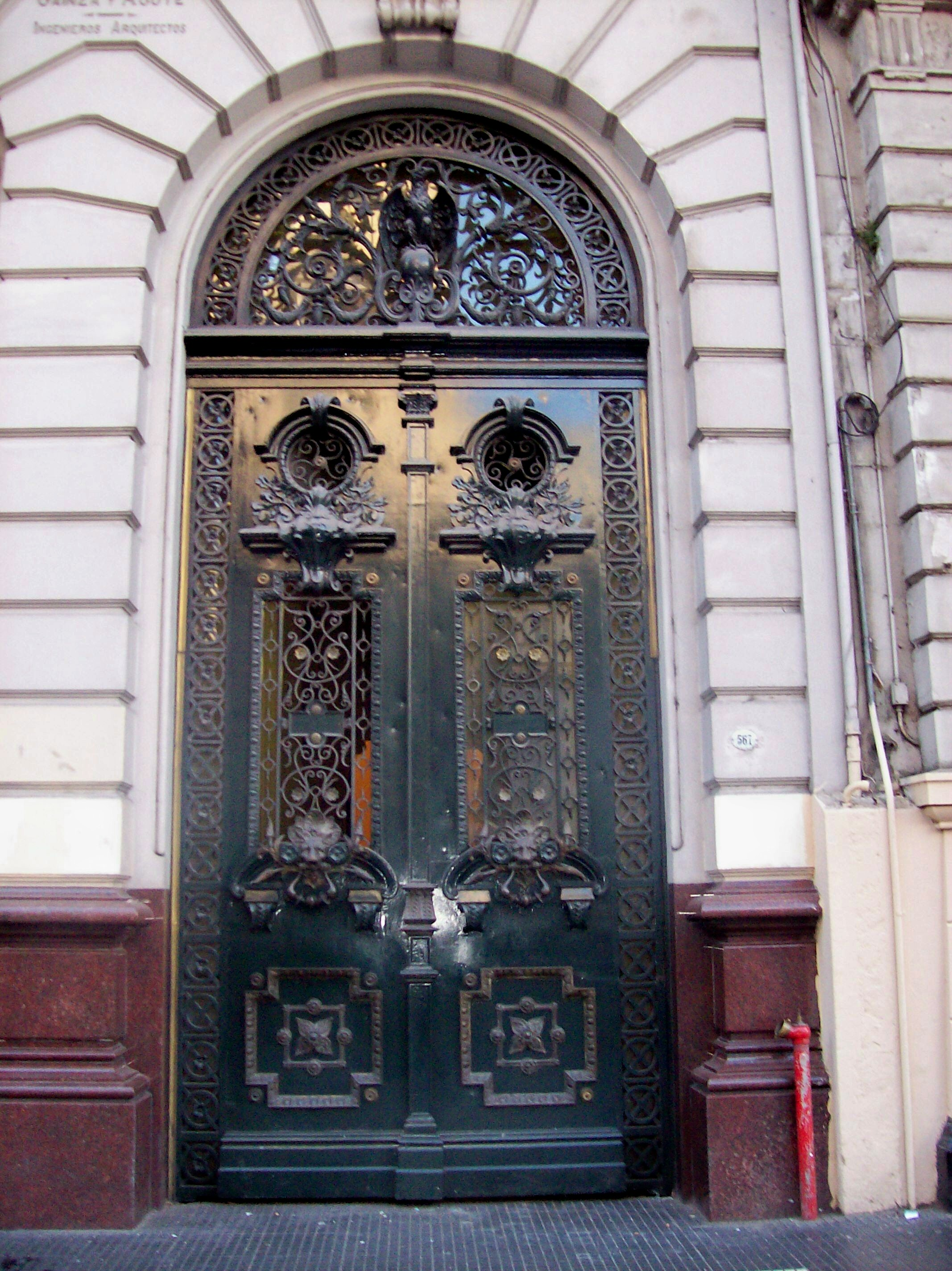
Центральный вход
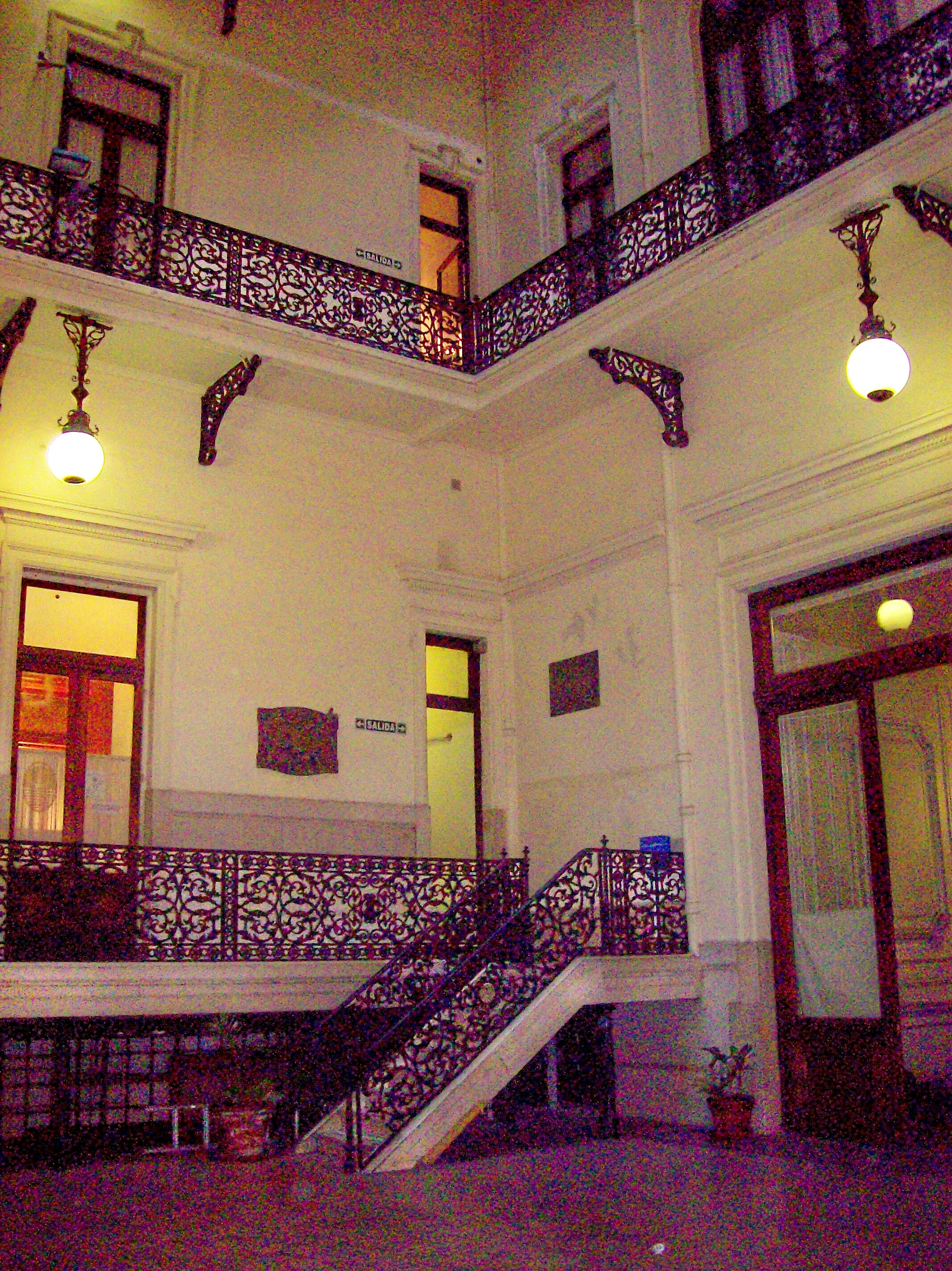
Интерьер здания
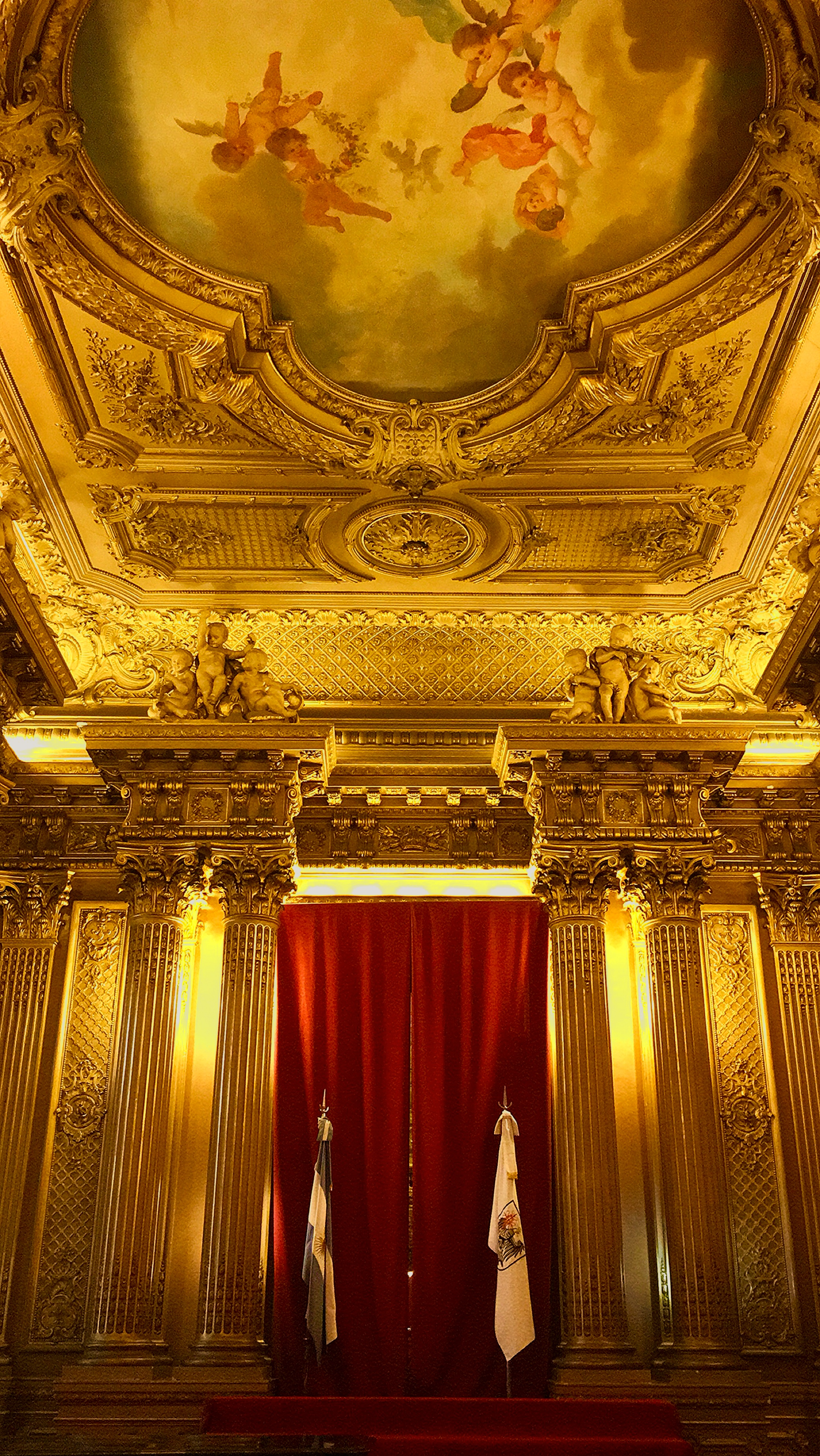
Золотой салон